# Tepuihyla exophthalma
Tepuihyla exophthalma es una especie de anfibios de la familia Hylidae. Es endémica del oeste de Guyana y el sudeste de Venezuela; quizá en la zona adyacente de Brasil.
Sus hábitats naturales incluyen bosques tropicales o subtropicales secos y a baja altitud.